# PackBot
PackBot  — ряд военных роботов
Робот разработан американской компанией iRobot, в рамках программы «Боевые системы будущего» (FCS). Более 2000 PackBot’ов в настоящее время используются в Ираке и Афганистане
Варианты PackBot
- Packbot Scout является базовой конфигурацией данной модели. Может упасть с высоты в шесть футов (1,83 м) на бетон без повреждений. Packbot Scout весит около 40 фунтов (18 кг).
- PackBot Explorer имеет головной блок оснащенный несколькими камерами, установлены лазерный указатель, аудио и другие датчики.
- PackBot ОВБ
- PackBot 510
- PackBot with Fido